# Paracytheridea bulbosa
Paracytheridea bulbosa is een mosselkreeftjessoort uit de familie van de Paracytherideidae. De wetenschappelijke naam van de soort is voor het eerst geldig gepubliceerd in 1989 door Purper & Ornellas.